# المتياهة
المتياهة الجنوبية أو الشرايرية إحدى المراكز والقرى التابعة لمدينة حفر الباطن، تقع جنوب حفر الباطن في الجزء الشمالي الشرقي لمنطقة الصمان. تسمى أيضا (الشرايرية) نسبة إلى أميرها ومؤسسها الشيخ ناصر بن شرار.

## التاريخ
تقع في الجزء الجنوبي من شعيب فليج المتفرع من وادي الباطن وهي تعتبر في حد الصمان الشمالي وتمتاز بحسن المرعى للماشيه، ويمتد شمالها طريق مدينة الملك خالد العسكرية - السفانية (طريق الجيش) وقد تم ربطها بهذا الطريق الذي يبعد عنها 20 كيلو متر ويمتد من جنوبها شعيب المخرم المنحدر للسوبان أما سبب تسميتها بهذا الاسم فهي نسبة إلى المتاييه أي المنطقة التي تحيط بها تسمى المتاييه وذلك لأن الناس كانوا يتيهون بها فلا يوجد بها أعلام واضحه لكي يستدلون بها ، ويوجد بها مركز حكومي ورئيسه الشيخ صنيتان بن ناصر بن شرار، وتوجد بها مدرسه ابتدائيه للبنين وأيضا مدرسه ابتدائية للبنات وأيضا يوجد بها جامع ويقام فيها جامع جديد تحت الإنشاء وأيضا قلمة ماء ويحفر الآن بيئر ماء أخرى، وشوارع مسفلته وهي تتبع لمحافظة حفر الباطن الذي تبعد عنها 80 كيلو متر تقريبا تحيط بها بعضا من قرى قبيلة مطير بلدة مناخ (لليحيا من الجبلان من علوى ومؤسسها الشيخ مسير بن شبلان) تقع جنوب المتياهه بمسافة 35 كيلو متر بلدة الحيراء (للمجالدة من الجبلان من علوى ومؤسسها الشيخ مطارد بن رشدان) وتقع في جهة الشرق على بعد 27 كيلو متر وأيضا بلدة الصداوي (للجبعاء من الدوشان ومؤسسها الشيخ حاكم بن مطلق الدويش) وتقع للشمال الشرقي من المتياهه على مسافة 45 كيلو متر وتقع غرب المتياهه بلدة ام قليب (مؤسسها الشيخ مناحي بن عشوان) وايضا في الشمال الغربي قلمة المالحه (جزوى) يقدر عدد سكان المتياهه الجنوبية حسب اخر احصائيه حوالي 6100 نسمة.